# اردک طوقی
اردک طوقی (نام علمی: Aythya collaris) نام یک گونه از سرده دریانشین است.